# Chronique de Westminster
La Chronique de Westminster est un important document historique, relatant le règne de Richard II d'Angleterre de 1381 à 1394. Cette chronique a été rédigée en l'abbaye de Westminster.